# Exochus vlops
Exochus vlops är en stekelart som beskrevs av Ian D. Gauld och Sithole 2002. Exochus vlops ingår i släktet Exochus och familjen brokparasitsteklar. Inga underarter finns listade i Catalogue of Life.